# Diplazium moritzianum
Diplazium moritzianum là một loài thực vật có mạch trong họ Woodsiaceae. Loài này được Stolze miêu tả khoa học đầu tiên năm 1991.